# パチンコ・チェーンストア協会
一般社団法人パチンコ・チェーンストア協会（いっぱんしゃだんほうじんパチンコ・チェーンストアきょうかい）は、かつて存在したパチンコ業者数十社から構成される業界団体。略称はPCSA。
2002年3月25日にパチンコ・チェーンストア振興会として設立、2003年1月16日に有限責任中間法人パチンコ・チェーンストア協会として発足した。
2020年10月19日、一般社団法人日本遊技産業経営者同友会に吸収合併され解散した。（同時に、一般社団法人日本遊技産業経営者同友会は法人名を一般社団法人MIRAIぱちんこ産業連盟に変更）

## 概要
公式サイトによれば、「パチンコを大衆消費者の立場で合法化し、他産業と同等のビジネスとして社会的貢献を果たし、信用と地位の向上を果たす」ことを第一の目標としている。団体組織メンバーは、業者による役員や議員連盟所属議員（政治分野アドバイザー）等で構成される。

## 団体の特性
当団体のホームページのトップページでは、『一般社団法人「パチンコ・チェーンストア協会」(PCSA)は、チェーン化を志向するパチンコ・パチスロホール企業が結束し、協力する会であり、責任を持って社会的な役割を果たしていく事を目的とします』と謳っている。
東日本大震災における対応として、2011年3月18日にパチンコパチスロホール関連事業者の組織5団体（当団体および、「全日本遊技事業協同組合連合会」「一般社団法人日本遊技関連事業協会」「一般社団法人日本遊技産業経営者同友会」「一般社団法人余暇環境整備推進協議会」の4団体）では、被災県および計画停電実施県において「ネオンや屋外広告塔などの終日消灯」「広告宣伝」「営業時間短縮」「各都道府県警察の業務を鑑みての遊技機入替申請等の自粛」といった対応を行う事を2011年3月15日に決議したが、そのわずか13日後となる同年3月28日には、当団体だけが、他4団体とは異なる対応を取ることとなった。その理由は下記との事。
- 「今回の「計画停電」は、前日の夜に計画が発表されたり、当日になって中止が告げられるなど、必ずしも秩序正しく統制が取れた形で行われていない。さらに、パチンコ遊技とホール営業の特性から、「計画停電」時間帯の前後には準備作業に要する一定の時間が必要である。」
- 「実施日をあらかじめ曜日をもって定めるなど「計画停電」の実施方法の詳細について、ホール関連5団体が東京電力と交渉の機会を持つことも重要である。」

なお、この計画停電は東京電力、東北電力の管轄下地域全体（東京23区など一部の地域で例外あり）で実施されているため、パチンコ・チェーンストア協会に限った話ではなく、他の事業者や家庭では計画停電の趣旨や状況を踏まえて自主的な協力を行っている。また、経済産業省からも2011年3月15日に「省エネルギーに向けた協力依頼」が出されており、2011年4月3日時点でもその依頼は撤回されていない。
2013年8月の時点では、省エネに関する取り組みはコスト問題として取り扱われている。

## 役員
※ 2019年11月18日現在。（PCSA会員リスト）
| 協会役職   | 氏名     | 会社名                           | 役職           |
| ---------- | -------- | -------------------------------- | -------------- |
| 代表理事   | 加藤英則 | 夢コーポレーション株式会社       | 代表取締役社長 |
| 副代表理事 | 大石明徳 | 株式会社ニラク                   | 取締役         |
| 副代表理事 | 合田康広 | 株式会社合田観光商事             | 常務取締役     |
| 副代表理事 | 齊藤周平 | 株式会社グランド商事・アドバンス | 常務執行役     |
| 副代表理事 | 金本朝樹 | 株式会社アメニティーズ           | 代表取締役社長 |
| 理事       | 藤本達司 | 株式会社ダイナム                 | 代表取締役社長 |
| 理事       | 山田孝志 | 株式会社TRY&TRUST                | 代表取締役社長 |
| 理事       | 城山朝春 | ミカド観光株式会社               | 常務取締役     |
| 理事       | 福井宏彰 | 株式会社加賀屋                   | 代表取締役社長 |
| 理事       | 石川直史 | 株式会社ワールド                 | 代表取締役社長 |
| 理事       | 金光淳用 | 株式会社ヒカリシステム           | 代表取締役社長 |
| 理事       | 河本成佑 | 株式会社晋陽                     | 代表取締役社長 |
| 監事       | 川辺悦史 | 株式会社セルノ                   | 取締役会長     |
| 監事       | 宮村伸輔 | JCMシステムズ株式会社            | 常務取締役     |

## 政治分野アドバイザー

### 自民党
- 野田聖子（遊技業振興議員連盟、IR議連）
- 田中和徳（遊技業振興議員連盟幹事）
- 松島みどり（時代に適した風営法を求める議員連盟委員）
- 葉梨康弘（IR議連副幹事長）
- 御法川信英
- 鈴木貴子（IR議連）
- 小寺裕雄
- 大家敏志（IR議連事務局次長）
- 江島潔

### 日本維新の会
- 馬場伸幸（IR議連事務局次長）
- 井上英孝
- 浦野靖人（IR議連事務局次長）
- 遠藤敬
- 石井苗子
- 東徹

### 国民民主党
- 古川元久

### 立憲民主党
- 海江田万里
- 泉健太
- 牧義夫
- 小宮山泰子
- 今井雅人

## 注・出典
1. ↑  発足のごあいさつ
2. ↑  “PCSAが臨時社員総会で同友会との合併を承認、新団体「MIRAIぱちんこ産業連盟」に”.   WEB GreenBelt (2020年8月20日). 2021年2月6日閲覧。
3. ↑  http://www.pcsa.jp/
4. ↑  明らかに「鑑みて」の誤用だが、出典に誤謬がある可能性があるのでそのままとする。
5. ↑  http://www.pcsa.jp/20110315mutual_agreement_of_5corps.pdf
6. ↑  http://eco_hall5.zennichiyuren.or.jp/download/d_hall5.pdf
7. ↑  http://www.pcsa.jp/20110328PCSAwill.pdf
8. ↑  http://www.zennichiyuren.or.jp/assets/files/2011/03/keizai.pdf
9. ↑  第12期第1回臨時社員総会・第45回PCSA・PTB共催公開経営勉強会(2013.8.21)